# See You Later, Alligator
See You Later, Alligator est une chanson de rock 'n' roll des années 1950 écrite et enregistrée pour la première fois par l'auteur-compositeur-interprète américain Bobby Charles. La chanson est un hit du Top Ten pour Bill Haley and His Comets en 1956 aux États-Unis. 

## Histoire
Initialement intitulée Later, Alligator, la chanson, basée sur une structure d'accords de blues à 12 mesures, est écrite par l'auteur-compositeur de Louisiane Robert Charles Guidry et enregistrée pour la première fois sous son pseudonyme de Bobby Charles en 1955. Son enregistrement sort chez Chess Records sous le titre Later, Alligator en novembre 1955 avec On Bended Knee en face B. Guidry, un musicien cajun, adopte un style de rhythm and blues caractéristique de La Nouvelle-Orléans pour l'enregistrement. La mélodie est empruntée à la chanson Later for You, Baby du bluesman Guitar Slim, enregistrée en 1954. 
Roy Hall, qui avait écrit et enregistré Whole Lotta Shakin' Goin' On dix semaines auparavant, enregistre une version rockabilly de See You Later, Alligator le 1er décembre 1955, lors d'une session à Nashville pour Decca Records. 

## Enregistrement de Bill Haley
L'enregistrement le plus célèbre de la chanson est cependant celui réalisé le 12 décembre 1955 par Bill Haley & His Comets lors d'une session pour Decca. Contrairement à la plupart des enregistrements de Bill Haley pour Decca, qui ont lieu au studio Pythian Temple à New York, See You Later, Alligator et sa face B, The Paper Boy (On Main Street USA), sont enregistrés au Decca Building à New York. La chanson est présentée dans Rock Around the Clock, un film musical dans lequel Haley et ses Comets commencent à tourner en janvier 1956. Selon Decca, le single parait  le 1er février 1956 en format 45 tours et 78 tours. Cependant, le disque est déjà répertorié dans les pages du magazine Billboard dès le 14 janvier 1956, figurant dans le classement Best Sellers in Stores en 25e position, et dans le Top 100 à la 56e place. Le single Decca culmine au no 6 des deux palmarès pop de Billboard et Cash Box en 1956. 
L'arrangement de Bill Haley est plus rapide que l'original de Guidry, et le passage à un rythme en 
, en particulier, transforme la chanson d'un rhythm and blues « shuffle » en rock 'n' roll. La chanson a également un ton plus léger que l'original, à commencer par une voix enfantine aiguë (appartenant au guitariste principal des Comets, Franny Beecher) annonçant le titre au début de la chanson. Le final est pratiquement identique à celui du succès précédent de Bill Haley, Shake, Rattle and Roll. 
Le tube See You Later, Alligator par Bill Haley popularise une expression déjà utilisée à l'époque et la princesse Margaret du Royaume-Uni est supposée l'avoir employée. Le disque devient le troisième et dernier single de Bill Haley à vendre un million d'exemplaires, bien qu'il n'ait jamais atteint le sommet des classements américains. 
Haley et les Comètes réenregistrent la chanson à plusieurs reprises : en 1964 pour Guest Star Records, une version radicalement ré-arrangée pour Orfeon Records au Mexique en 1966, et une fois de plus en 1968 pour Sonet Records en Suède. C'est également un incontournable des prestations scéniques du groupe. Bobby Charles ré-enregistre la chanson dans les années 1990. 

### Classements et certifications
| Palmarès (1956)                           | Meilleure position |
| ----------------------------------------- | ------------------ |
| Belgique - Ultratop 50 Singles (Flandres) | 4                  |
| États-Unis - Billboard Hot 100            | 6                  |
| États-Unis - Cash Box Top 50              | 6                  |
| Pays-Bas (Single Top 100)                 | 7                  |
| Royaume-Uni - UK Singles Chart            | 7                  |

| Palmarès (1956)     | Rang |
| ------------------- | ---- |
| États-Unis Cash Box | 30   |

## Autres versions
La chanson est également enregistrée par Otto Bash et Alan Freed en 1956. Wayne Gibson with the Dynamic Sounds, avec Jimmy Page à la guitare solo, sort la chanson en single en août 1964. Freddie and the Dreamers enregistrent aussi la chanson en 1964 dans une version très « Beatles ». La chanteuse jamaïcaine Millie Small en fait une version en 1965. Sha Na Na interprète la chanson pour leur émission télévisée en 1978. Le groupe de pub rock Dr. Feelgood enregistre également une version. Celle-ci est no 93 dans le classement britannique en décembre 1986. Little Feat l'interprète avec Emmylou Harris sur son album Join the Band en 2008. Mud, The Shakers, Orion, James Last, Col Joye & The Joy Boys, Rood Adeo & Nighthawks at the Diner, Zachary Richard, Rock House, Horst Jankowski et Johnny Earle ont également enregistré la chanson,. 
La chanson est adaptée en français par Mac Kac en 1956 sous le titre T'es pas tombé sur la tête, avec de nouvelles paroles de Fernand Bonifay. En Allemagne, de nouvelles paroles en allemand sont écrites par Carl Ulrich Blecher pour la chanson, qui est intitulée Mr. Patton aus Manhattan ; cette version fait l'objet d'enregistrements à succès en Europe par Renee Franke et par Werner Hass en 1957. En Espagne, cette chanson est reprise en 1982 par un groupe populaire appelé Parchís, sous le titre Hasta luego cocodrilo. La chanson est particulièrement populaire en Amérique latine, suscitant des reprises à Cuba (Los Llopis), au Brésil et en Argentine (Mr. Roll y sus Rockers).
À Broadway, See You Later Alligator est chantée par Robert Britton Lyons, interprétant le rôle de Carl Perkins, dans la comédie musicale Million Dollar Quartet, qui débute à New York en avril 2010. Lyons reprend également la chanson dans l'enregistrement qui en est tiré.   
En 1967, Bob Dylan et The Band enregistrent une parodie de la chanson intitulée See You Later, Allen Ginsberg, qui est publiée sur The Bootleg Series Vol. 11: The Basement Tapes Complete en novembre 2014. 
Le titre « See You Later Alligator » n'est pas exclusif à cette composition, et de nombreuses autres chansons sans rapport avec celle-ci sont enregistrées, y compris des chansons pour enfants et un enregistrement de 2008 par Lana Del Rey. Le groupe français Louise Attaque enregistre lui aussi une chanson intitulée See You Later Alligator dans son album À plus tard crocodile en 2005.